# Dobrotworskyius
Dobrotworskyius is een muggengeslacht uit de familie van de steekmuggen (Culicidae).

## Soorten
- D. alboannulatus (Macquart, 1850)
- D. milsoni (Taylor, 1915)
- D. occidentalis (Skuse, 1889)
- D. rubrithorax (Macquart, 1850)
- D. rupestris (Dobrotworsky, 1959)
- D. subbasalis (Dobrotworsky, 1962)
- D. tubbutiensis Dobrotworsky, 1959